# Arizona
Arizona az Amerikai Egyesült Államok 1912. február 14. óta az USA  48. tagállama. Az ország délnyugati részen található. Nagyrészt sivatagi éghajlatú, a nyarak nagyon forrók, a telek enyhék. Északi területén fenyvesek találhatók. Határos Új-Mexikó, Utah, Nevada és Kalifornia államokkal (valamint egy ponton Colorado állammal) és 626 km hosszan a mexikói Sonora és Alsó-Kalifornia államokkal.
Az állam legnagyobb városa s egyben a fővárosa is Phoenix.
Arizona sivatagi klímájáról ismert, ahol a nyár szélsőségesen forró, a tél enyhe, de az állam északi, fenyőerdővel borított része és a hegyvidék hidegebb, mint a sivatagi terület. A 2006. július 1-jén készült felmérések szerint Arizona lakossága nőtt a leggyorsabban az Egyesült Államokban, meghaladta az addig vezető helyen álló Nevada államot.

## Földrajza

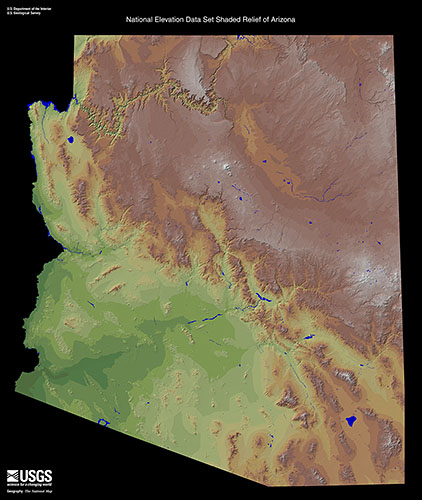
Arizona domborzati térképe

Arizona földrajzi régiói

Arizona az Egyesült Államok délnyugati sarkában helyezkedik el. Területét tekintve a hatodik legnagyobb állam Alaszka, Texas, Kalifornia, Montana és Új-Mexikó után. Területe 295 254  km², s kb. 15%-a magántulajdonban van. A fennmaradó terület erdő, parkok, védett területek, indián rezervátumok.
Arizona a sivatagjairól ismert leginkább (pl. az állam délnyugati részén elterülő Sonora-sivatagról), amelyek növényzete különleges, leginkább kaktuszfélékből áll. Éghajlata is ismert a szélsőségesen forró száraz nyarakról és enyhe telekről. Észak-közép része, a Colorado-fennsík tűlevelű erdővel van borítva, ellentétben az állam déli részén elterülő sivatagi Basin és Range területekkel.
Mint más délnyugati állam, Arizona tereprajzi tulajdonságai területről területre különbözőek. Hegyek és fennsíkok alkotják több mint felét az államnak. Itt találhatjuk a híres Ponderose fenyőt.
A Grand Canyon egy színes, lépcsőzetes felépítésű szakadék Észak-Arizonában, amelyet a Colorado folyó vágott ki magának rétegről rétegre közel kétmilliárd év alatt. A kanyon a világ hét természeti csodáinak egyike. Részben a Grand Canyon Nemzeti Parkban helyezkedik el, ami az Egyesült Államok első nemzeti parkja. Theodore Roosevelt elnök jelölte ki a parkot védett területté. A kanyon hossza 445,8 km, szélessége 6 km-től 29 km-ig terjed, s több mint 1,6 km mély.
A Colorado-fennsíkon található a Barringer-kráter, amely az egyik leglátványosabb, meteoritbecsapódás következtében keletkezett kráter, Flagstafftól keletre. A kráter átmérője hozzávetőlegesen 1,2 km.
Utah és Arizona határán található a Glen Canyon, ami a Colorado folyó Grand Canyon feletti szakasza. A Glen Canyon alsó szakaszának egyik legszebb része, a Patkó-kanyarulat, ahol a kanyon és a folyó ténylegesen lópatkó alakot formáz a vörös sziklákban. Kicsivel feljebb, Page városánál kezdődik a Glen Canyon gát által kialakított Powell-tó, ami az USA egyik legnagyobb és leglátványosabb mesterséges tava, melyet a vízi sportok szerelmesei is használnak. Page városa közelében található az Antilop-kanyon – a víz által a homokkőből kifaragott 1-4 méter széles kanyon falai fantasztikus hullámokat formáznak, melyeket a kanyon tetejéről leszűrődő fény világít meg.
Ugyancsak Utah és Arizona határán található az amerikai westernfilmekben talán leggyakrabban filmezett Monument Valley, melynek vörös táblahegyei, sziklaorgonái és természetes sziklaívei kedvelt látványosság. Maga a park navahó területen fekszik.

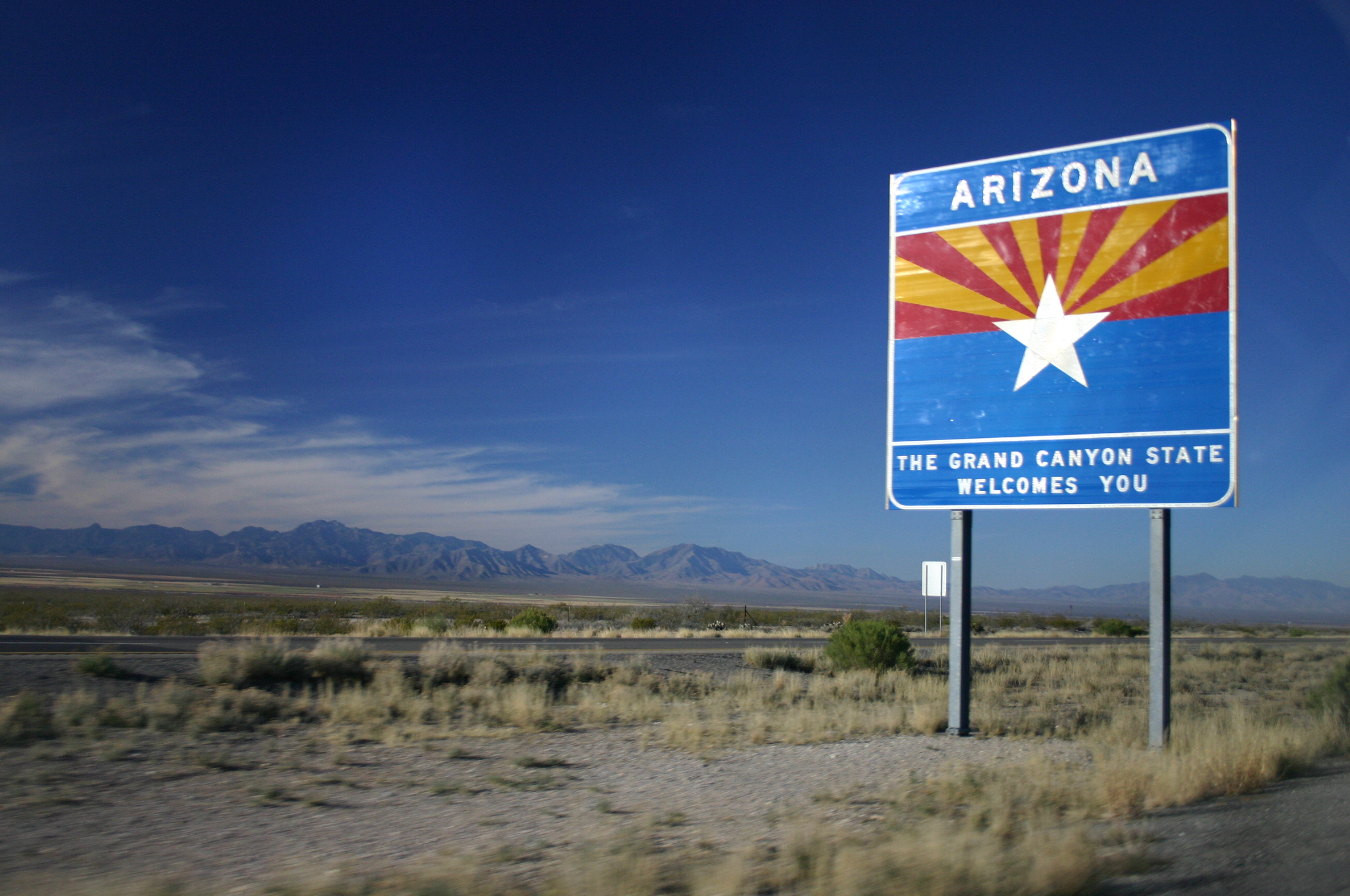
Arizona határa
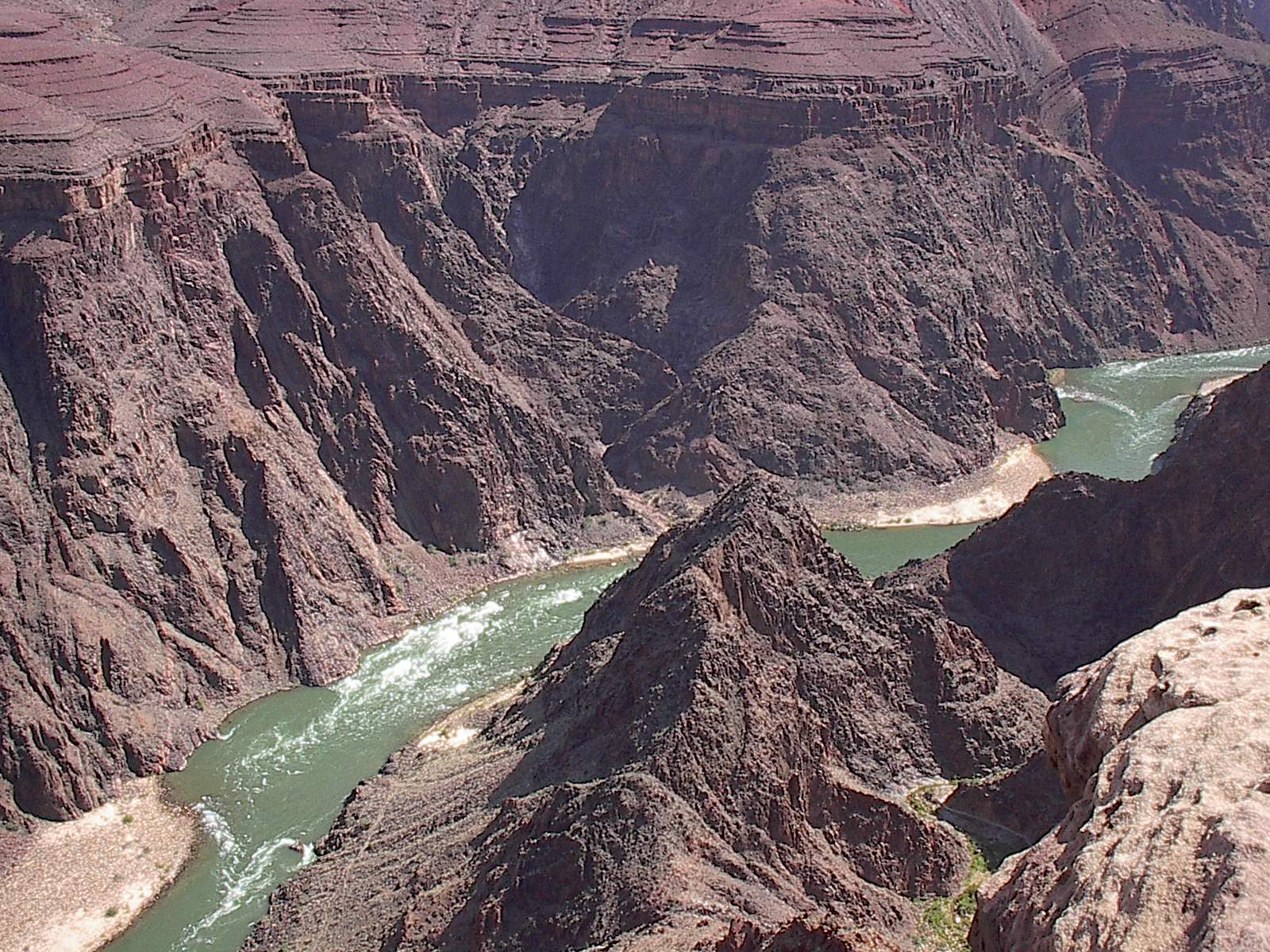
A Colorado folyó
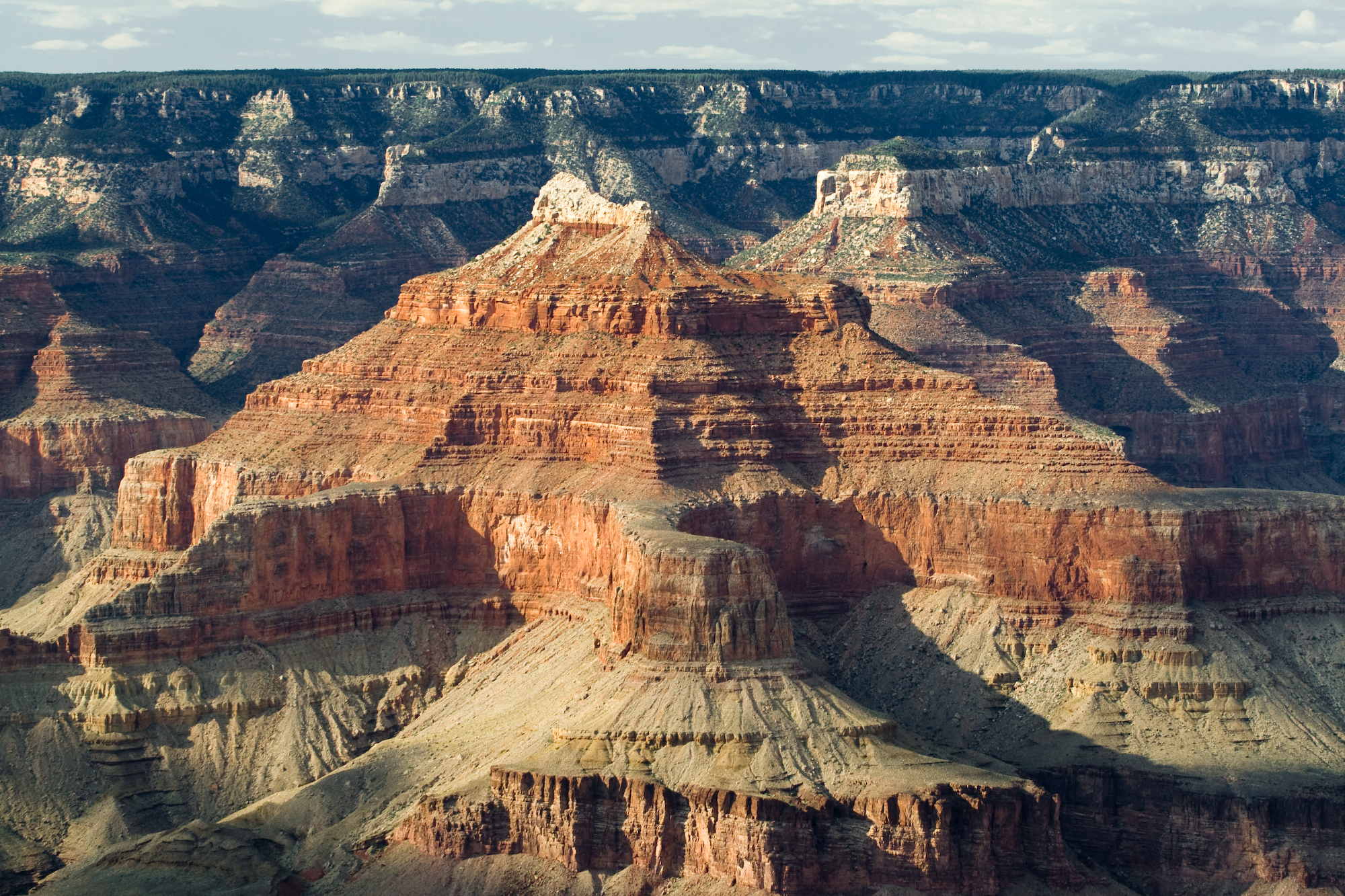
A Grand Canyon
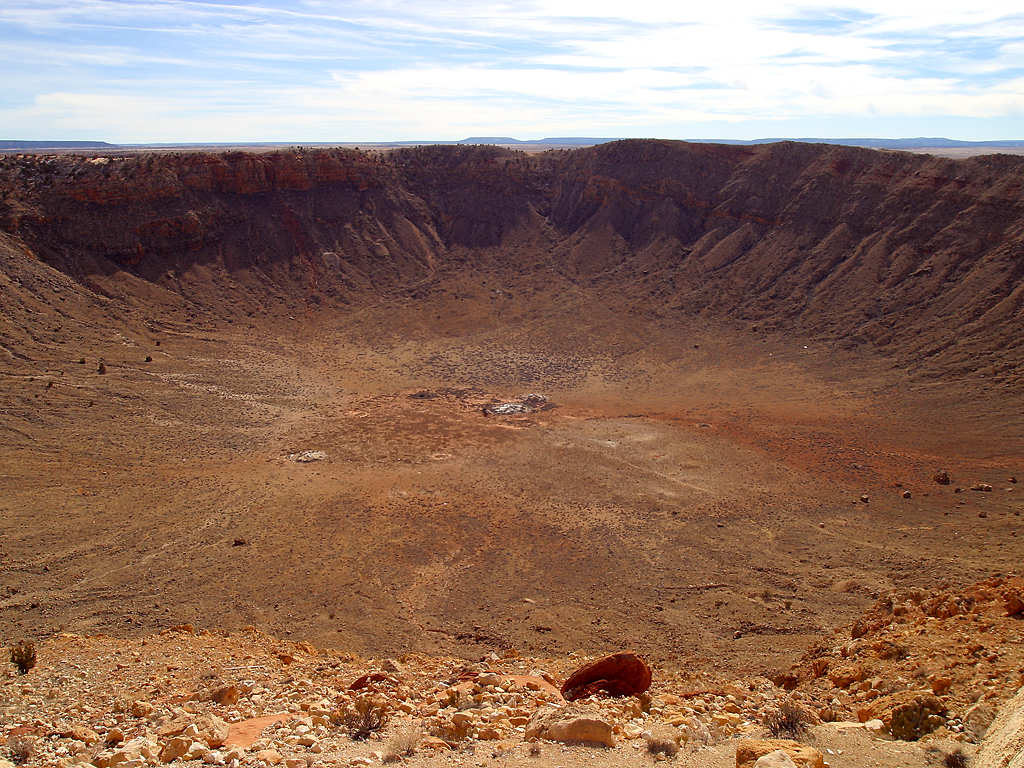
A Barringer-meteoritkráter
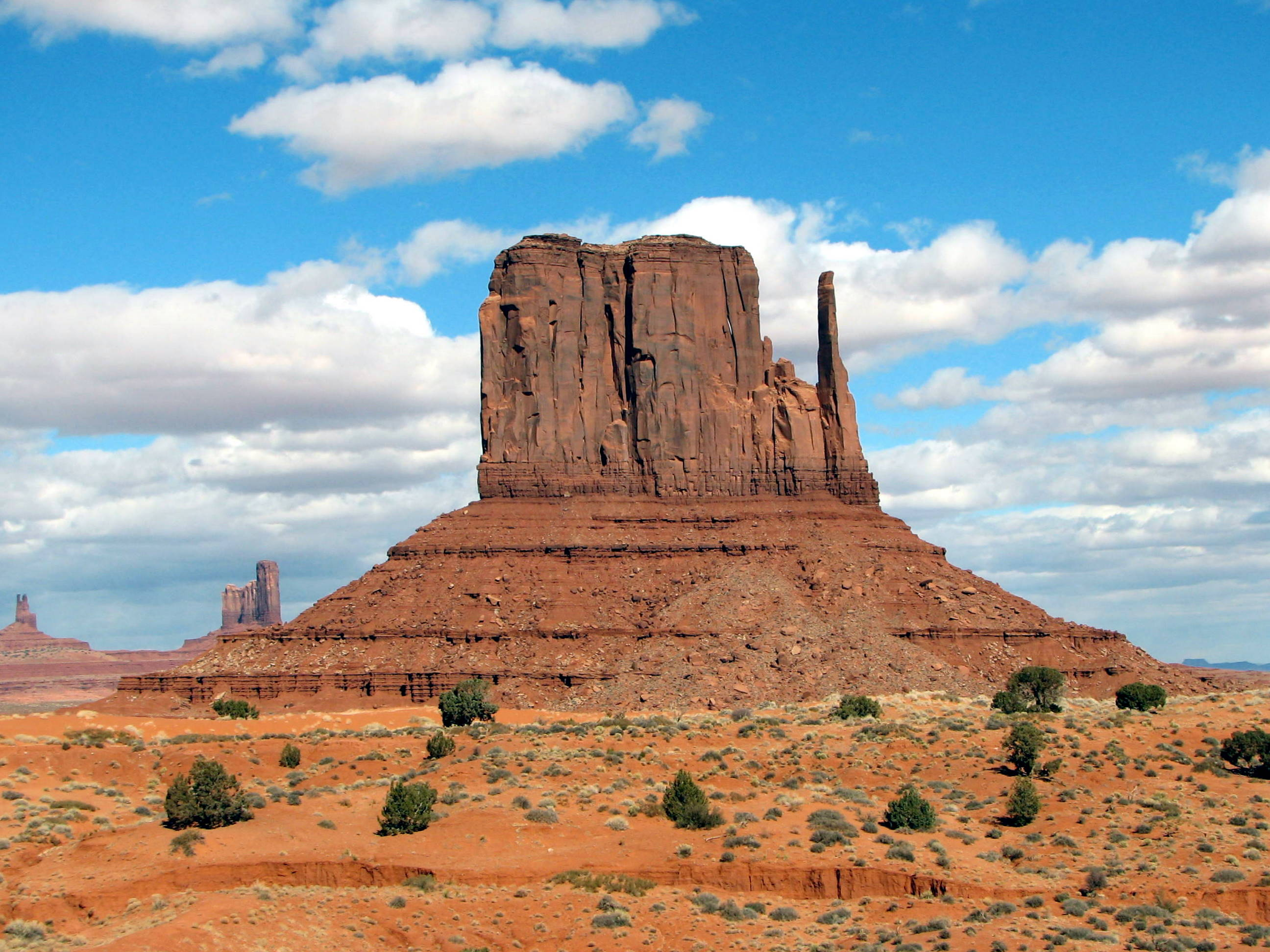
Monument Valley
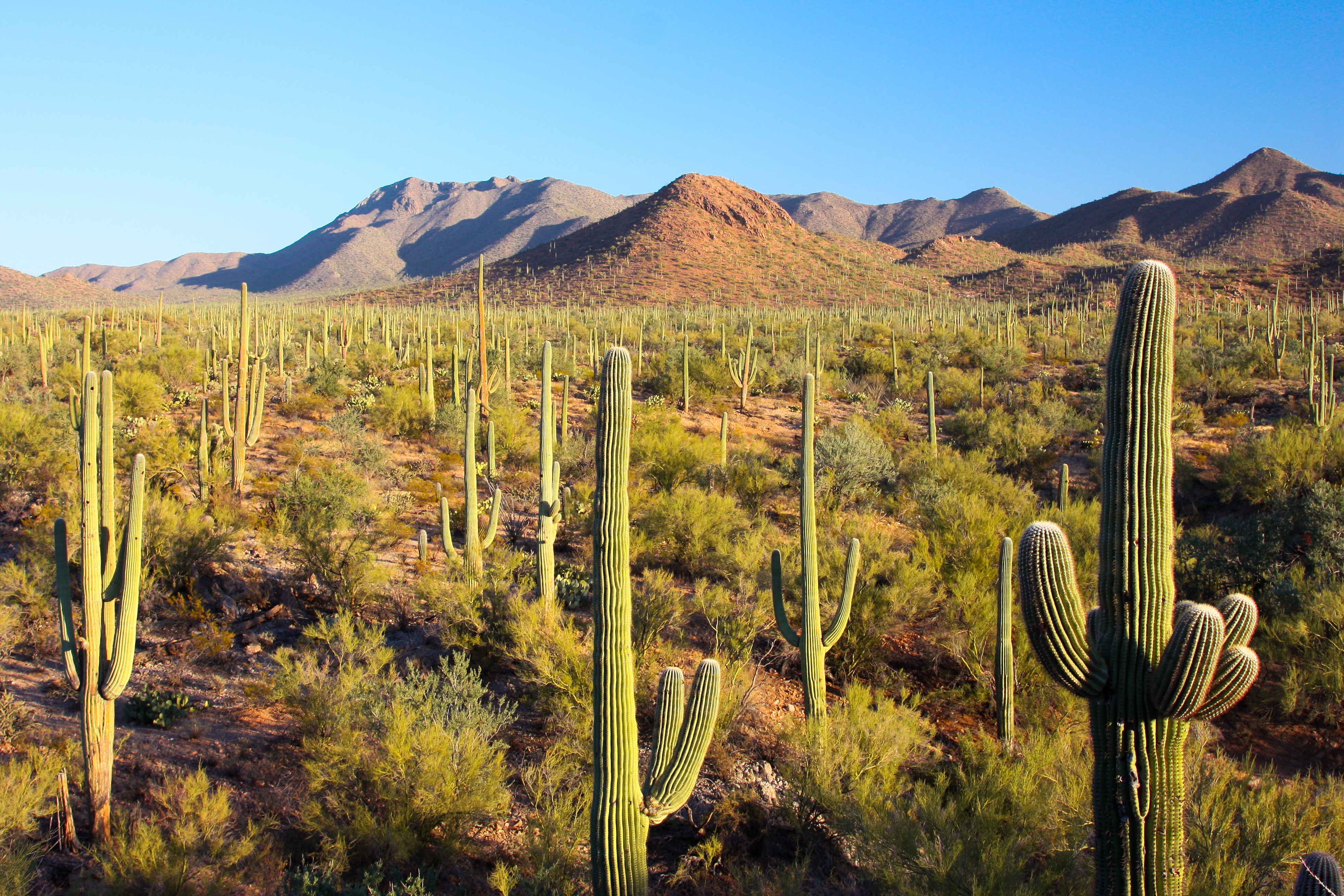
Kaktuszok a Saguaro Nemzeti Parkban

### Éghajlata
Arizona területe nagy, ezért területenként éghajlati különbségek jelentkeznek. A déli, sivatagi részen, ahol a terület a legalacsonyabb, a nyár forró és száraz, a tél enyhe. Késő ősztől kora tavaszig az átlaghőmérséklet 15 °C. November és február között vannak a leghidegebb hónapok, ahol a hőmérséklet 4–24 °C között ingadozik, de nem ritka a fagy sem. Február közepétől a hőmérséklet fokozatosan emelkedik. A nappalok melegek, az éjszakák hűvösek. A nyári hónapokban, májustól júliusig, a legmelegebb időszakban (32–48 °C) a levegő száraz, ezért a hőmérséklet-ingadozás az éjszakák és nappalok között jelentős, akár 28 °C különbség is előfordulhat.
Arizona évi átlagos csapadékmennyisége 322,58 mm.
A monszun szezon a nyár végén júliusban vagy augusztusban köszönt be. Ilyenkor a harmatpont drámaian emelkedik. Phoenix-ben a monszunszezonban a harmatpont hőmérséklete a 27 °C-ot is elérte. Ez a forró nedvesség villámlást és vihart hozhat magával heves szél kíséretében, ami rendszerint rövid ideig tart.
A hurrikán és tornádó keletkezése ritka Arizonában, de nem lehetetlen.
Arizona északi harmada, a magasföld jelentősen magasabban fekszik, mint a sivatagi rész, s éghajlata hűvösebb. A szélsőségesen hideg tél nem ismeretlen. Amikor egy hideg légtömeg elindul az északi sarkvidékről, akadálytalanul eljuthat idáig.

### Természeti értékei
A Grand Canyonon kívül több más nemzeti parkja és más védett területe van, ezeken kívül indián rezervátumok is találhatóak itt.
- Grand Canyon Nemzeti Park

## Nevének eredete
Eltérően vélekednek a nyelvészek Arizona nevének eredetéről. Néhányan vallják, hogy "Arizona" egyszerűen az "arid zone", azaz „száraz régió” kifejezésből ered. Viszont ez a fajta megjelölés a spanyol nyelvre nem volt jellemző. Mások elvetik ezt a változatot és vallják, hogy a név a baszk nyelvből ered, miszerint aritz onak, vagyis „jó tölgyfák” szóösszetételből származik, vagy az o'odham nyelv "alĭ ṣonak", „kis forrás” is lehetséges.

## Története

### Első európaiak
Elsőként 1539-ben Marcos de Niza spanyol ferences rendi szerzetes érkezett ide Mexikóból, s találkozott az itt élő lakosokkal, valószínűleg a sobaipurikal. 1540-ben követte őt az aranyat kereső spanyol felfedező és konkvisztádor Francisco Vásquez de Coronado. Ezután hamarosan megérkeztek a spanyol hittérítők is, és áttérítették az indiánokat a kereszténységre. 1572-ben a spanyolok erődítménnyel ellátott városra bukkantak Tubac mellett, s 1775-ben Tucson környékén. Amikor Mexikó 1821-ben kivívta függetlenségét a spanyol elnyomás alól, a mai Arizona a Mexikó Territórium része lett. 1847-ben a mexikói–amerikai háború idején az Egyesült Államok elfoglalta Mexikóvárost és kényszerítette a Mexikói Köztársaságot, hogy adja fel északi területeit, beleértve azt is, ami ma Arizona.

### Arizona megvásárlása
1848-ban a Treaty of Guadalupe Hidalgo dokumentum értelmében az Egyesült Államok fizetett 15 millió dollár kompenzációt az újonnan megalakult Mexikói Köztársaságnak. A terület vásárlása után, amelyet korábban a spanyolok birtokoltak, majd egy rövid ideig Mexikó, az Egyesült Államok kis híján "tönkrement". Ezután az Egyesült Államok felkínálta a területet visszavásárlásra, de a mexikói vezetők pénzügyi nehézségek miatt elutasították ezt.

### Arizona Territory
1853-ban a Gila River alatti földeket az Államok megvásárolta Mexikótól a "Gadsden Purchase" értelmében. Ekkor már Arizona Új Mexikó Territórium része volt, amíg a déli részek kiváltak az Unióból, s 1861. március 16-án Arizona Territórium lett. 1862. február 24-én csatlakozott az Államokhoz. Hivatalos neve Arizona Territory lett, s a határokat csak később jelölték ki. Ekkortájt "Gadsonia", "Pimeria", "Montezuma", "Arizuma", és "Arizonia" mind a territóriumhoz tartozott. Lincoln elnök által aláírt szerződésben az "Arizona" név szerepelt, így az elnevezés végleges lett.

### 19-20. század
A 19. század második felétől kezdve mormon telepesek érkeztek ide, megalapították Mesát, Snowflaket, Hebert, Saffordot és több más várost. A Phoenix völgyben is letelepedtek (a Nagy völgye), valamint Tempében, Prescottban és más területeken.
1912. február 14-én Arizona az Egyesült Államok 48. állama lett.

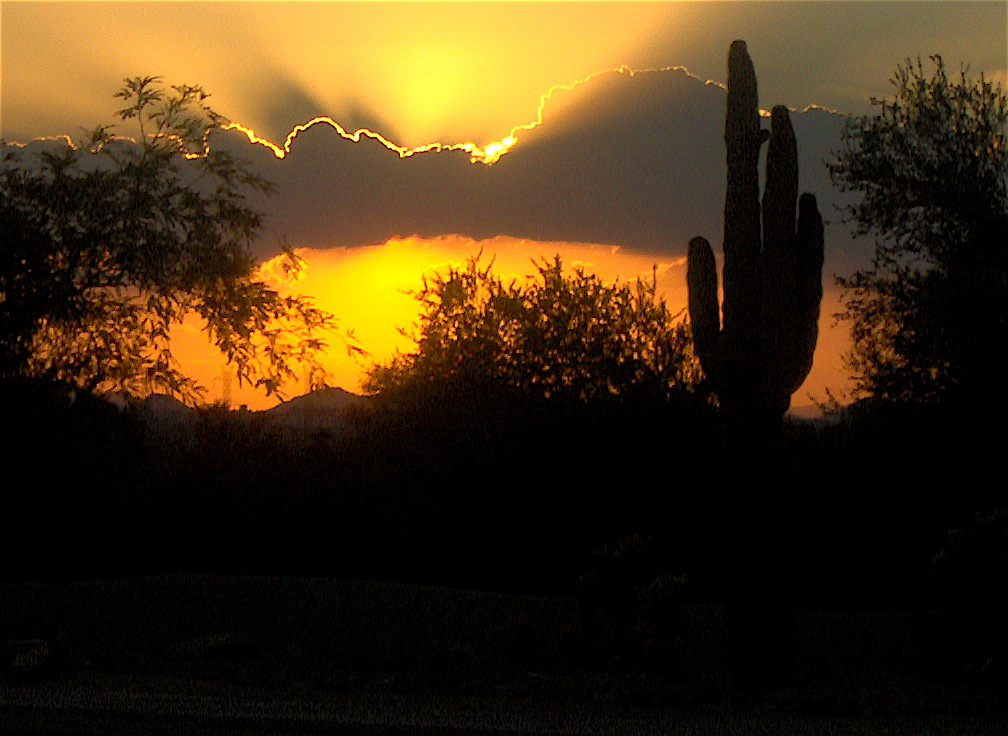
Arizona, naplemente a sivatag közelében

A gyapottermelés és a rézbányászat Arizona két fontos ipara. A nagy válság idején különösen szenvedett az állam, de az 1920-as és 1930-as években a turizmus fellendítette gazdaságát.
A második világháború alatt német és olasz fogolytábor, valamint az Államokban élő japánok internáló tábora volt. A tábort megszüntették a háború után.
Phoenix területét az állam a Maytag családtól vásárolta meg, s ma itt van Phoenix városának állatkertje.
Az államban alapították meg a Phoenix Indian School-t, melynek az volt a célja, hogy az indiánokat asszimilálják. Sokszor a szülők beleegyezése nélkül küldték a gyerekeket az iskolába, hajukat levágták, nyugati nevet adtak nekik, hogy a megkülönböztető indián kultúra jegyeit eltüntessék.
A második világháború után Arizona lakossága nagyon gyors ütemben növekedni kezdett. A légkondicionáló berendezés feltalálása része volt ennek a folyamatnak, amely a nagy meleget elviselhetőbbé tette. Az Arizona Blue Book bejegyzései szerint 1910-ben a lakosság száma 294 353 fő volt. 1970-ben viszont már 1 752 122 lakost számláltak. A huszadik század korai évtizedeiben a lakosság 20%-kal növekedett, míg a század második felében a növekedés elérte a 60%-os arányt.
Az 1960-as években nyugdíjas közösségek épültek, s sokan költöztek ide középnyugatról és északkeletről a kemény telek elől.

## Népesség

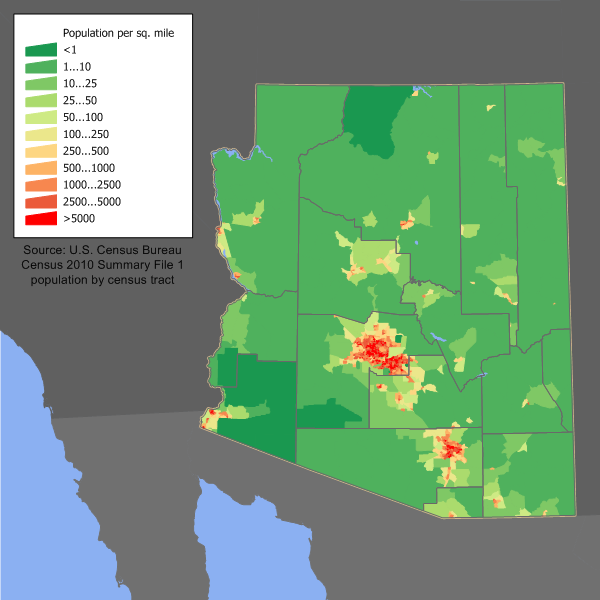
Arizona népűrűségi térképe

A 2010. évi népszámlálás szerint az állam lakossága 6 392 017, amely az előző évhez viszonyítva 213 311 fővel nőtt (3,6%), s a 2000. évhez viszonyítva pedig 20,2%-os (1 035 686, fő) növekedésnek lehettünk tanúi. Ez magában foglalja a természetes növekedést, ahol a születések száma 564 062 fő és a halálozások száma 266 134 volt. Az emigránsok száma ebben az időben 745 944 fő volt, ebből 204 661 külföldi emigráns volt és 541 283 az ország más részeiről telepedett ide.
A 2006. július 1-jei becslések szerint Arizona népessége növekszik a leggyorsabban az Amerikai Egyesült Államokban. Arizona lakosságának több mint fele, 58%-a a városokban él. A lakosság Maricopa megyében Gilbert városában centralizálódott.
A lakosság rassz szerinti megoszlása a 2006. évi becslések szerint a következő: 59,7%-a fehér, 3,8%-a afro-amerikai, 2,4%-a ázsiai amerikai, 1,7%-a kevert, 29,2%-a hispániai vagy latin. Az őslakók száma a harmadik legnagyobb Kalifornia és Oklahoma államok után. Phoenix, Tucson, Prescott és Yuma az indiánrezervátumok határán van.
| Lakosok száma | 131 000 | 334 162 | 499 261 | 749 587 | 1 302 161 | 2 718 215 | 3 665 228 | 5 130 632 | 6 828 065 | 7 151 502 |
|               | 1901    | 1920    | 1940    | 1950    | 1960      | 1980      | 1990      | 2000      | 2015      | 2020      |

A teljes lakosság 21%-a mexikói származású, akik főleg az állam déli részén, Santa Cruz és Yuma megyékben élnek.
A beszélt nyelvek az alábbiak szerint oszlanak meg:
- angol 74,1%
- spanyol 19,5%
- navahó 1,9%

### Legnagyobb városai
- Phoenix, Lakossága: 1 552 259 fő
- Tucson, Lakossága: 1 438 000 fő
- Mesa, Lakossága: 645 000 fő

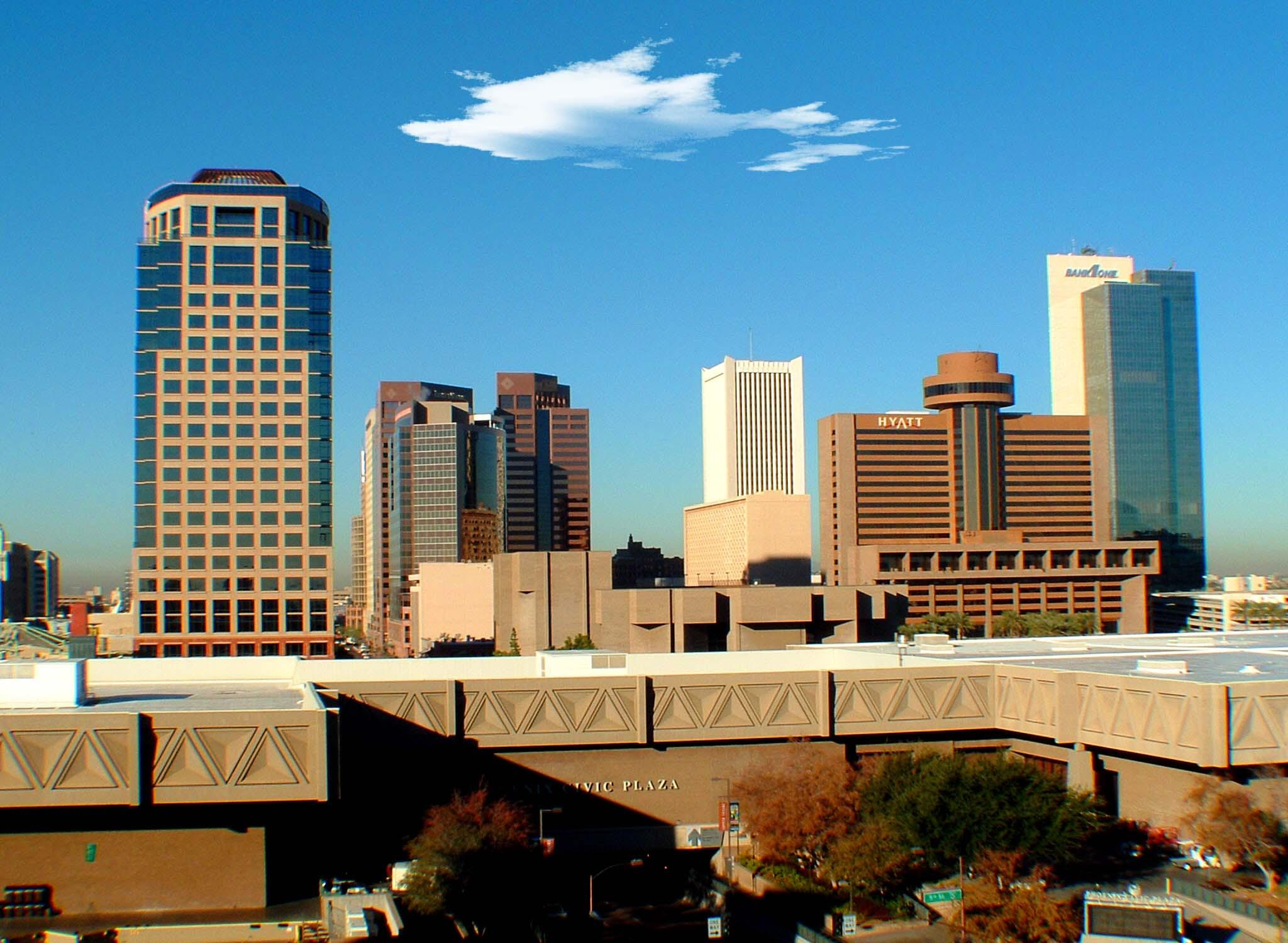
Phoenix

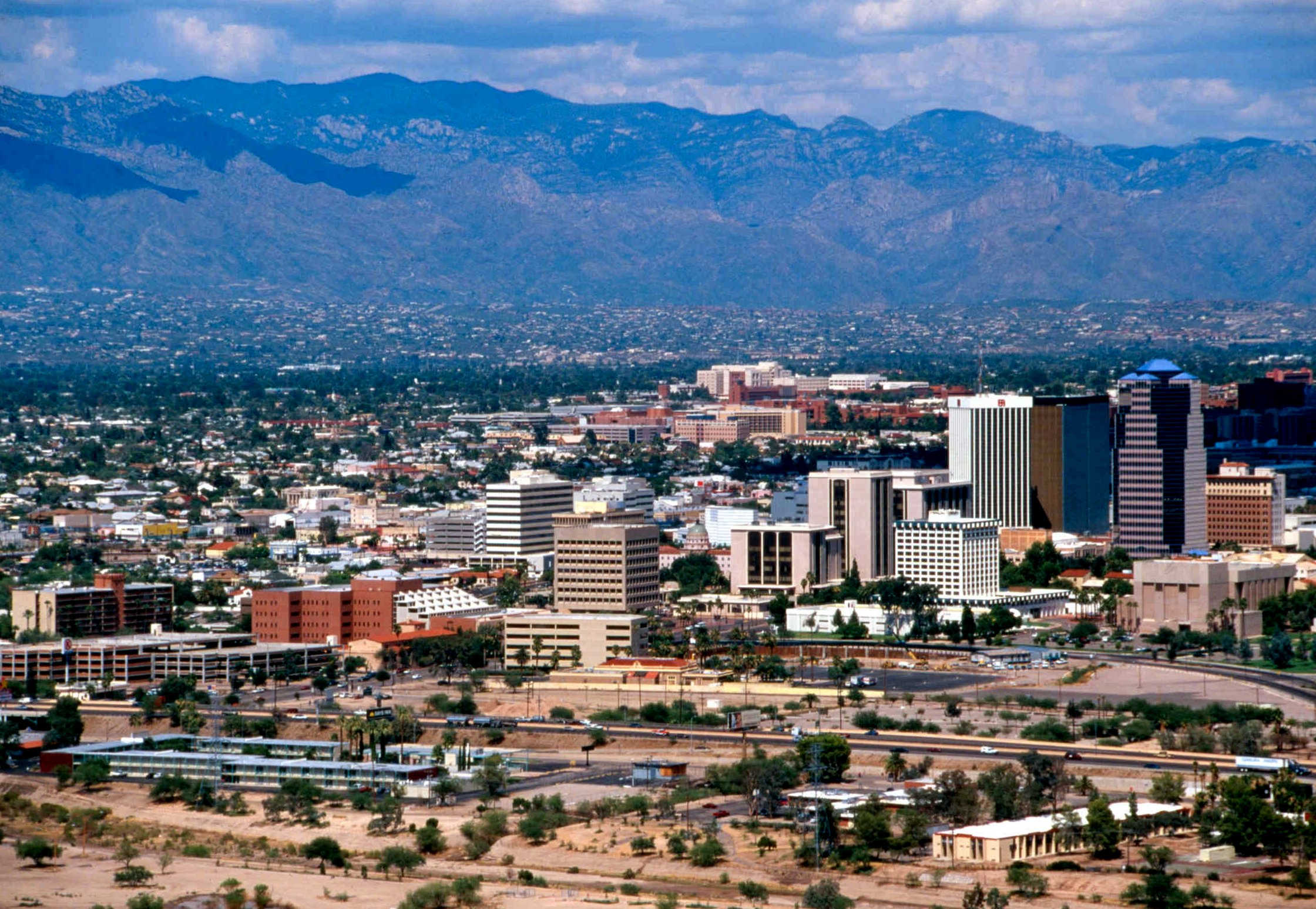
Tucson

- Glendale, Lakossága: 447 000 fő
- Chandler, Lakossága: 436 000 fő
- Scottsdale, Lakossága: 349 000 fő
- Gilbert, Lakossága: 302 000 fő
- Surprise, Lakossága: 287 000 fő
- Avondale, Lakossága: 235 000 fő
- Peoria, Lakossága: 191 000 fő

### Indián rezervátumok

#### Navajo Nation

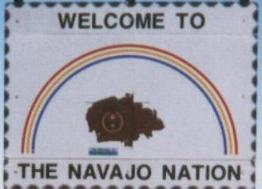
A Navahók zászlaja

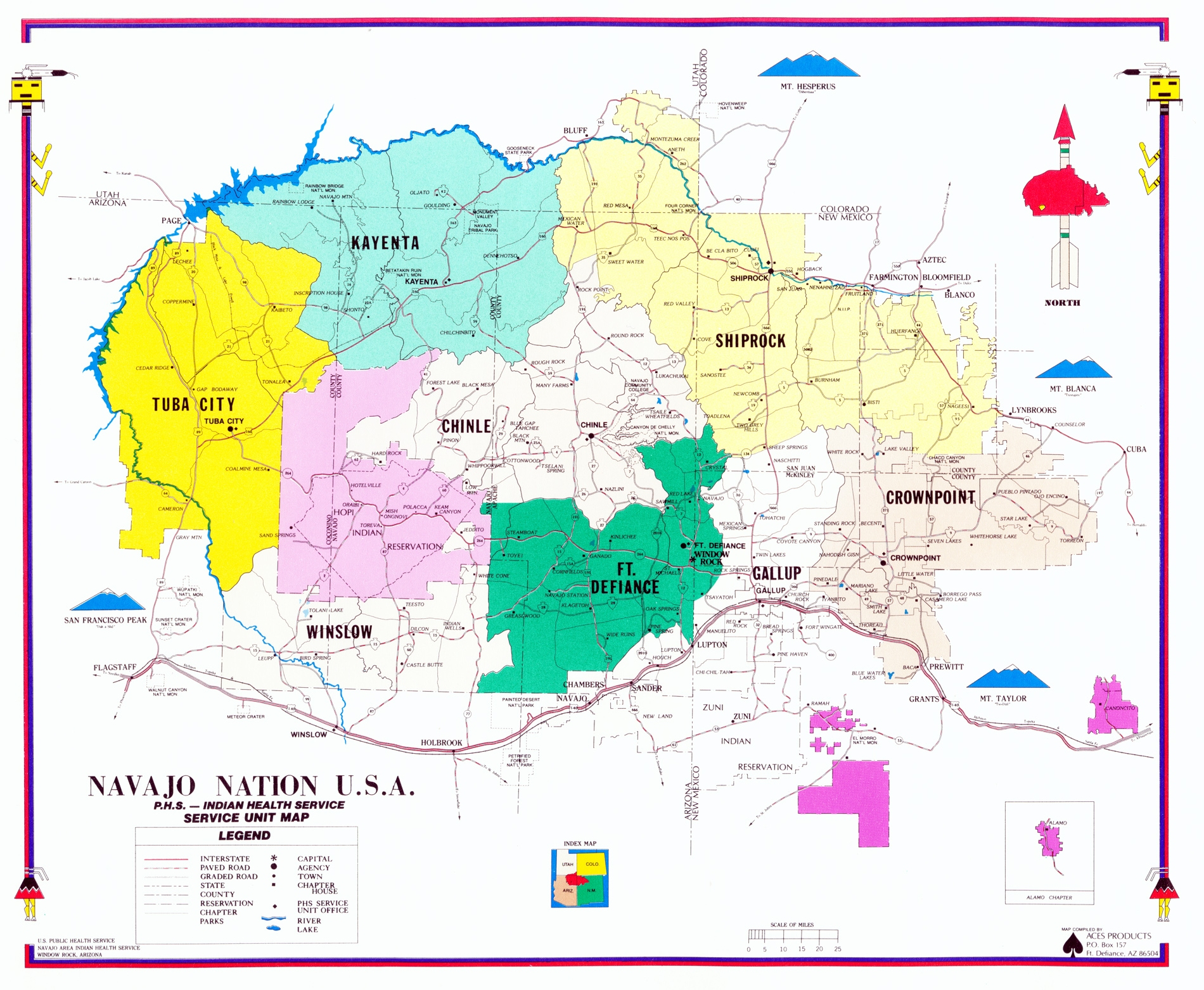
A Navahó nemzet területe

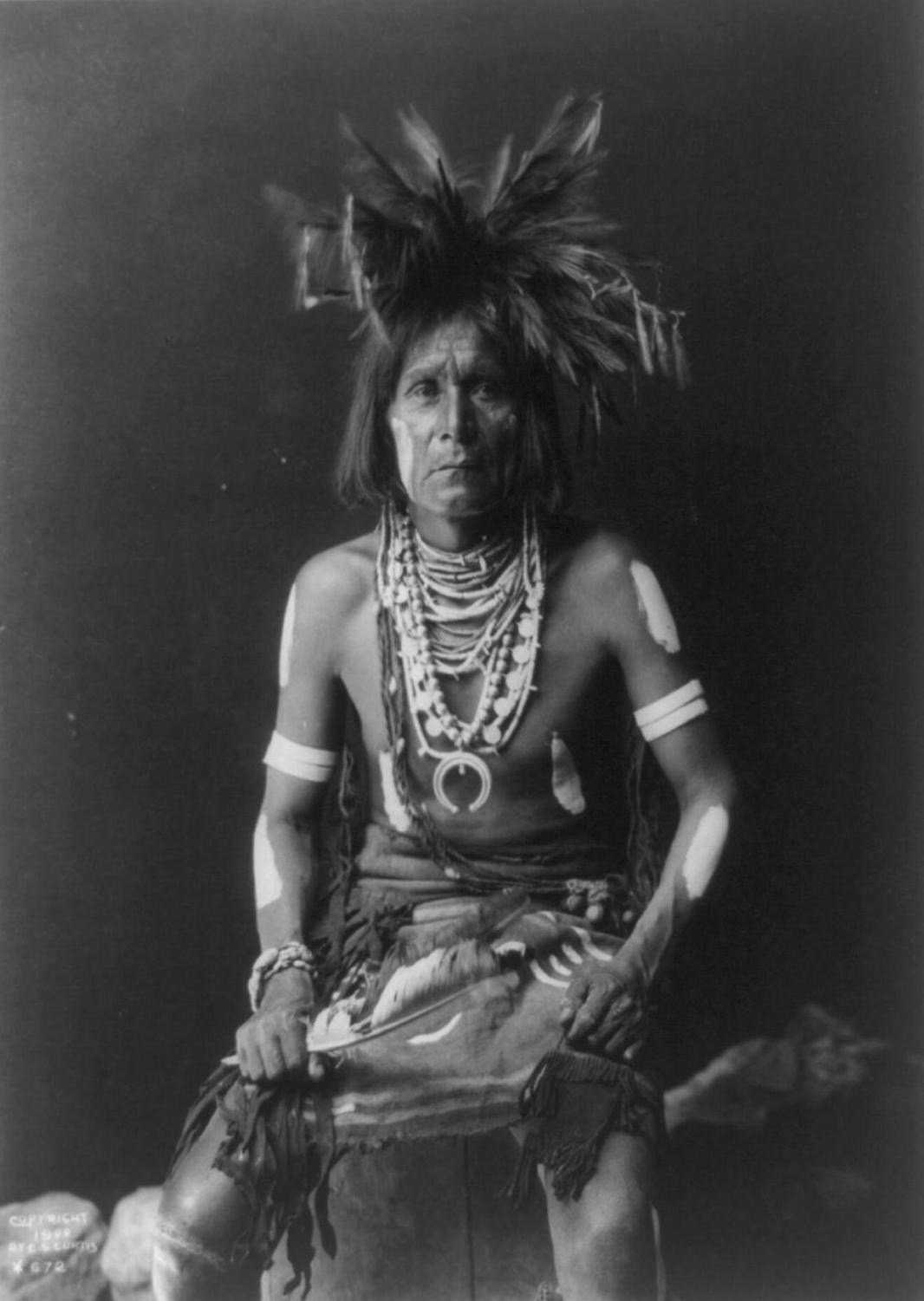
Hopi pap

A Navajo Nation (=navahó nemzet) egy rezervátum, félautonóm államalakulat kiterjed három állam, Utah, Arizona és Új-Mexikó területére. A Diné Bikéyah, vagy másképp navahóföld területe 69 930 km², az Egyesült Államok legnagyobb törzsi rezervátuma.
A navahó nyelvet a második világháború idején titkos kódolt nyelvként használták. A csendes-óceáni csatákban a japán haditengerészet minden nehézség nélkül megértette az amerikai csendes-óceáni haditengerészet kommunikációját, ezért új kódrendszerre volt szükség. Phillip Johnston javaslatára az amerikai őslakos navahók ősi nyelvét használták fel erre. A navahó katonák nélkül az amerikai tengerészgyalogosok talán sosem tudták volna elfoglalni Ivo Dzsima szigetét.
A navahó törzs nehéz körülmények között küzd a fennmaradásért. Többnyire állattenyésztéssel, népművészeti és háziipari tárgyak készítésével foglalkoznak. Ma a nemzet több mint 250 000 tagot számlál. Hosszú ideig a navahóföld nem volt más, mint egy elhagyatott terület. 1920-ban olajat találtak, amely elősegítette a gazdaság fejlődését. Az olaj felfedezése szükségessé tette a szervezett adminisztrációs rendszer kialakítását. 1923-ban megalakult a navahó kormány.
A navahó rezervátum természetvédelmi terület. Északkeleti része kő- és homoksivatag, amely kanyonjaival, az évezredek során kialakult különleges formájú szikláival megdöbbentő hatású. Ilyen kanyonok a Monument Valley, Canyon de Chelly, Canyon del Muerto.
A Canyon de Chelly vidéke évezredek óta lakott volt. A régészeti ásatások szerint a 4. századtól a 13. századig több kultúra emlékeire bukkantak.

#### Hopi
A hopi rezervátum a hopi és téva nép területe Arizonában Navajo és Coconino megyékben, amelyet a navahó indián rezervátum teljesen körülvesz. A rezervátum az állam északkeleti részén fekszik, s területe 6 557 km². A U.S. Census Bureau 2000. becslései szerint lakóinak száma 6 946 fő volt.

### Vallás
A 2008. évi felmérések alapján Arizona lakosságának a vallás szerinti megoszlása a következő:
- Római katolikus – 25%
- Evangéliumi keresztény – 23%
- Nem vallásos – 22%
- Protestáns – 15%
- Mormon – 4%
- Zsidó – 1%
- Más vallású – 11%

L. Ron Hubbard, a szcientológia megalapítója több évig Phoenix városában élt, így Arizonát tartják a szcientológia szülőföldjének.

## Gazdaság

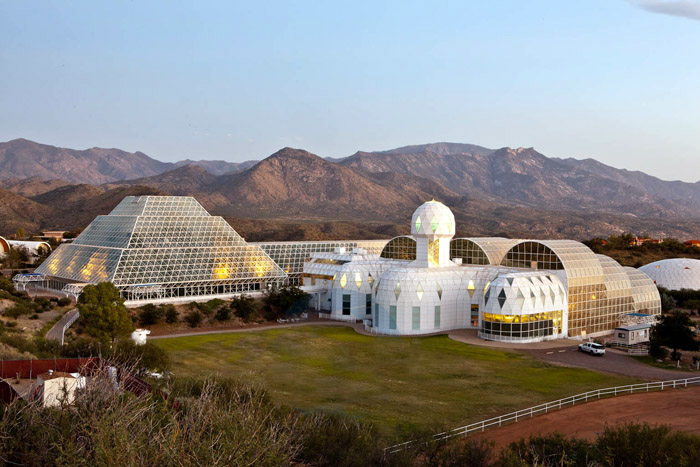
A Bioszféra 2 kutatóintézet, ahol tudósok a világ legnagyobb zárt mesterséges ökoszisztémáját hozták létre

A gyarmatosítás előtt a helyi indián kultúrák is ismerték már a földművelést, ennek bizonyítékai 4000 évre nyúlnak vissza. A második világháború előtt az állam gazdasága elsősorban a bányászaton, a mezőgazdaságon, a szarvasmarha-tenyésztésen és a fakitermelésen alapult. Az 1940-es évek végétől kezdődően egy hosszú gazdasági átalakulás ment végbe, amelynek során a fejlett gyáripar és a szolgáltatások kerültek előtérbe. A fejlődés központja Phoenix volt, ami jelenleg is az USA csúcstechnológiát használó iparának és kutatás-fejlesztésének egyik centruma. Ugyan ennek a folyamatnak köszönhetően Arizona az USA egyik legdinamikusabban fejlődő és leggazdagabb államává vált, ezzel párhuzamosan azonban kiéleződtek a területi különbségek és a peremvidék megyéi, főleg a nagy indián lakossággal rendelkező területek az egész ország legszegényebb területei maradtak. A 2021-es évi adatok szerint Arizona nemzeti összterméke 411 milliárd dollár volt, ezzel 20. az Egyesült Államokban. Az államadósság 14 milliárd dollár.

### Mezőgazdaság

Leveles saláta permetezése Yumában

A folyóvölgyekben a jó minőségű talajoknak, valamint a bőséges mennyiségű elöntözhető víznek és a hosszú tenyészidőszaknak köszönhetően jelentős szerephez jut a mezőgazdaság, amelyet mintegy 26 millió hektáron folytatnak. Az arizonai ranchok és farmok 162 000 munkást foglalkoztatnak és az állam vízfogyasztásának négyötödét teszik ki. A földeken nagy mennyiségben termesztenek takarmánylucernát, különböző gabonaféléket, zöldségeket és mogyorót. Kiemelt szerepet játszik a gyapottermesztés, amely az egyik legnagyobb az USA államai közül. Fontos ágazat továbbá a citrusfélék termesztése és az utóbbi évtizedekben jelentőssé váló borászat is. Az államban három borvidék található, a Sonoita, a Verde-völgy és a Willcox. Az állattenyésztés látja el tejtermékekkel, hússal és tojással a területet. Az átlagos birtokméret az egész Egyesült Államokban az szövetségi államok közül Arizonában a legnagyobb. Az államban 2,4 millió hektár erdő található, így már az 1880-as évek óta jelentős a fakitermelés, a legértékesebb faanyag az amerikai sárgafenyő.

### Ásványkincsek és energiatermelés

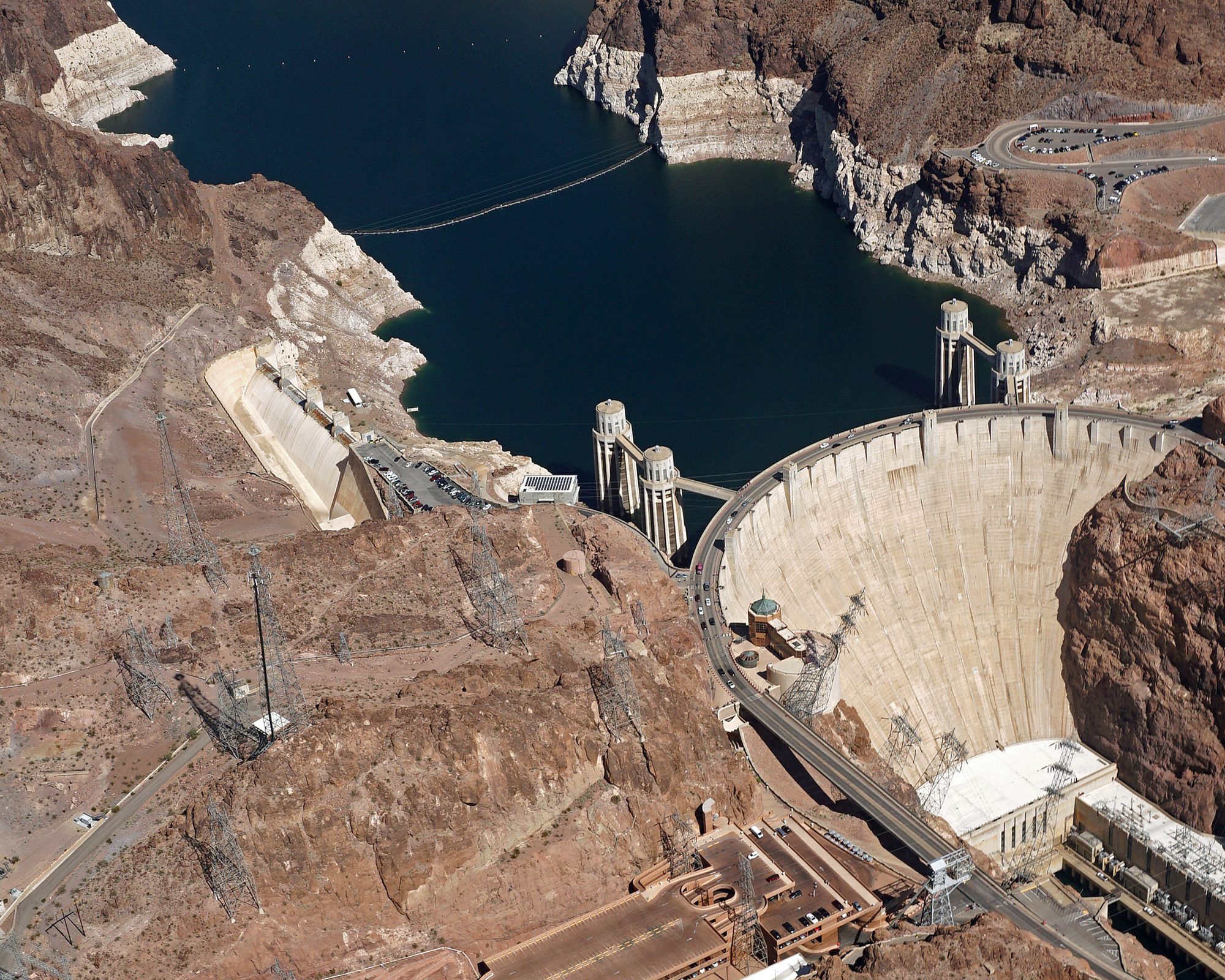
A Hoover-gát a nevadai-arizonai határon

Arizona ásványkincsekben gazdag, az állam nagy réz és cink, valamint kisebb ezüst és arany készletekkel rendelkezik. Az állam adja az USA réztermelésének 65%-át. Az északon található Black Mesa régió jelentős kőszénbányászattal rendelkezik, innen származik az USA délnyugati államaiban található hőerőművek fűtőanyaga. Az állam északkeleti részén kisebb mennyiségű kőolaj és jelentős urániumkészlet van. A nyersanyagokat jelenleg (2022) 27 működő bánya termeli ki.
2019-ben az állam energiaszükségletének 43%-át földgáz, 28%-át atomenergia, 13%-át szén, 9%-át napenergia, 5%-át pedig vízenergia biztosította. Arizona egy atomerőművel rendelkezik, a Phoenixtől 72 km-re nyugatra található Palo Verde Nukleáris Erőműtelep az USA legnagyobb erőműve, átlagosan 3,3 gigawatt áramot termel. A sorozatos aszályok miatt az utóbbi időben a vízenergia szerepe csökkent, az áramtermelés elsősorban a Colorado-folyón, a Glen Canyon-gát és a Hoover-gát révén zajlik. A szomszédos államok, a városok, a szövetségi kormány és az indián közösségek között folyamatosak a viták a vízkészletek megosztásán.

### Ipar
1880 és 1950 között a legfontosabb iparág a réz bányászata maradt. Ugyan a bányaipar napjainkban is jelentős, az évtizedek során a gépipar vált meghatározóvá, ezen belül elsősorban az alumíniumgyártás, az elektronikai ipar, a távközlés és az űrkutatás számít húzóágazatnak. A repülőgépek és katonai eszközök gyártása is jelentős, a két ágazat önmagában az állam GDP-jének 6%-át adja. Yuma az amerikai vadászgépek fejlesztésének és tesztelésének egyik központja. 5 katonai bázis található Arizona területén, a létesítményekhez kapcsolódó munkák mintegy 100 000 embert foglalkoztatnak. Többek között az államban található a pilóta nélküli repülőgépek (UAV-ok) legfontosabb tesztelési helyszíne is.

### Turizmus

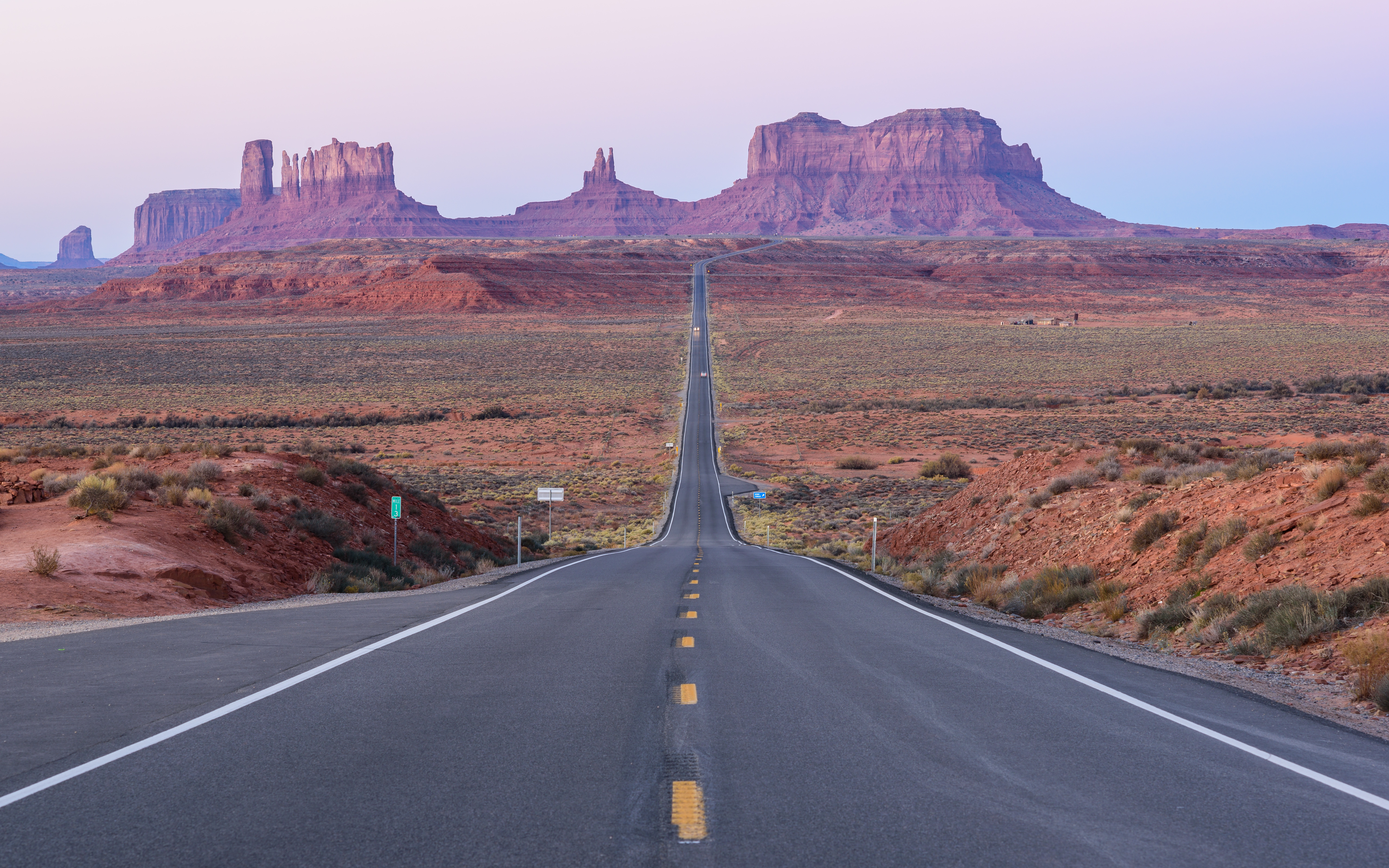
A Monument Valley kedvelt turistalátványosság

Arizona dinamikusan fejlődő turizmussal rendelkezett egészen 2020-ig, azonban a kitörő koronavírus-járvány miatt a pandémia kezdeti évében 40-ről 30 millióra csökkent a látogatók száma. Az állam legnépszerűbb látványosságai a Grand Canyon, a Monument Valley, a hegyvidékek és a sivatagi tájak, de sok látogatót vonzz az őslakosok kulturális öröksége is. Az amerikai nyugdíjasok körében is népszerű a terület, sokan Arizonában telepednek le idős korukban, elsősorban az alacsonyabban fekvő sivatagos területeken. Egész „nyugdíjasvárosok” jelentek meg, ilyen például Sun City Phoenix mellett és Green Valley Tucson közelében.

## Kulturális hivatkozások
- A Postal 2 című PC-s játék egy arizonai kisállamban, Paradise-ban játszódik. A játékban többször hivatkozik a főhős az arizonai törvényekre, mint például a szabad fegyverviselésre, és él is ezekkel.
- Stephenie Meyer Twilight saga regényeinek főszereplője, Bella Swan Phoenix-ben élt édesanyjával, míg édesapjához nem költözött a Washington állambeli Forks-ba.